# Пирамиды Гизы
Комплекс пирамид в Гизе — комплекс древних памятников на плато Гиза в пригороде Каира, современной столицы Египта. Находится на расстоянии около 8 км по направлению в центр Ливийской пустыни от старого города Гиза на реке Нил, примерно в 25 км к юго-западу от центра Каира. Принято считать, что постройки были созданы в Древнем царстве Древнего Египта во время правления IV—VI династий (XXVI—XXIII века до н. э.).
Пирамида Хеопса (Хуфу) является единственным сохранившимся до наших времён памятником из семи чудес древнего мира, а также национальным достоянием Египта.

## Описание
Этот древнеегипетский некрополь состоит из Пирамиды Хуфу (известной как «Великая пирамида» и «пирамида Хеопса»), несколько меньшей пирамиды Хафры в менее чем двух сотнях метров к юго-западу и относительно скромных размеров Пирамиды Менкаура в нескольких сотнях метров дальше на юго-запад, а также ряда менее крупных пирамид-спутников, известных как пирамиды цариц и пирамиды долины.
Поверхность пирамид была покрыта плитами полированного белого известняка. Уже после падения древнеегипетской цивилизации известняк был растащен местными жителями для собственных нужд.
Большой Сфинкс расположен на восточной стороне комплекса лицом на восток. Многие учёные продолжают считать, что Сфинкс имеет портретное сходство с Хафрой.
Монолит, использованный в заупокойном храме Менкаура — его вес оценён в более чем 200 тонн — самый тяжёлый на плато Гиза. Колоссальная статуя сидящего царя из центральной капеллы храма Менкаура — одна из самых больших в эпоху Древнего царства.

### Карта плато Гиза
Обнаружены четыре главных кладбища на плато Гиза: кладбище на западе, востоке, юге и в центральной части.
|  | 1. Пирамида Хеопса 2. Пирамида Хефрена 3. Пирамида Микерина 4. Погребальный храм Хефрена 5. Погребальный храм 6. Пирамида-спутник 7. Храм Хефрена в долине 8. Храм Микерина в долине 9. Гробница царицы Хетеп-Херес I 10. Пирамида Хенткаус I 11. Пирамиды цариц 12. Мастабы 13. Большой сфинкс 14. Храм сфинкса 15. Гробница Хемиуна 16. Центр изучения пирамид 17. Билетная касса | 18. Ямы, в которых найдены Солнечные лодки 19. Новая дорога 20. Гробницы, высеченные в скале 21. Деревня ремесленников 22. Каир 23. Деревня Назлет-эль-Самман 24. Погребальная дорога 25. Каменоломня Микерина 26. Современное кладбище 27. К югу - гробницы, вырубленные в скальной породе 28. Стена ограды 29. Мастабы и гробницы, вырубленные в скальной породе 30. Западное кладбище 31. Восточное кладбище 32. Зона мастаб в центре и гробницы, вырубленные в скале |

### Комплекс пирамиды Хуфу (Хеопса)
| 1. Главный вход 2. Вход, который проделал Аль-Мамун 3. Перекрёсток, «пробка» и туннель Аль-Мамуна, сделанный «в обход» 4. Нисходящий коридор 5. Незавершённая подземная камера 6. Восходящий коридор | 7. «Камера царицы» с исходящими «воздуховодами» 8. Горизонтальный туннель 9. Большая галерея 10. Камера фараона с «воздуховодами» 11. Предкамера 12. Грот |

Поперечный разрез пирамиды Хеопса:

Пирамида Хуфу (Хеопса), второго фараона IV династии, была самой первой и самой крупной из пирамид, построенных на плато Гизы. До этого пирамиды возводились в Дахшуре — там, в частности, находятся две пирамиды, построенные фараоном Снофру, отцом Хуфу. Но Хуфу выбрал место в 40 километрах от Дахшура.
Основание пирамиды было построено на скале, которая во избежание наклона была выровнена. Первоначальная вершина пирамиды отстояла от основания на 146,7 метра, но позже верхушка была утрачена, в настоящее время высота пирамиды составляет 137,3 метра. До 1880 года, когда были надстроены две башни Кёльнского собора, пирамида Хеопса считалась самым высоким сооружением в мире.
Первоначально пирамида имела облицовку из турского известняка, сторона её основания составляла 232,4 метра. Но позже облицовка была практически полностью утрачена. В настоящее время стороны её основания составляют 230,4 метра, а площадь основания — 5,4 гектара. Угол наклона стен — 52°52’. На сооружение пирамиды пошло около 2,5 млн каменных блоков, объём каждого составляет больше 1 кубического метра. Однако эту пирамиду в Средние века использовали как каменоломню, из-за чего часть блоков сейчас отсутствует.
Первоначальный вход в пирамиду располагался на высоте 15,63 метров на северной стороне пирамиды. Но в настоящее время используется другой вход, расположенный почти в центре северной стороны на 10 метров ниже, чем предыдущий. Этот вход был прорублен ещё древними грабителями.
Внутри пирамида содержит три камеры. Размеры первой камеры — 8 на 14 метров, высота — 3,5 метра. Она располагается на глубине около 30 метров ниже основания. Закончена она не была. Вторая камера располагается точно под вершиной на высоте около 20 метров над основанием. Её размеры 5,7 на 5,2 метра, у неё сводчатый потолок высотой до 6,7 метра. Эта камера, которую раньше называли «усыпальница царицы» также не была закончена. Третья камера, называемая «усыпальницей царя», располагается на высоте 42,3 метра над основанием чуть южнее оси пирамиды. Её размеры 10,4 на 5,2 метра, высота — 5,8 метра. В отличие от других камер, она была закончена. Её стены облицованы гранитными плитами, которые тщательно отшлифованы и пригнаны по сторонам друг к другу. Потолок образован из девяти тяжёлых монолитов, над ним находится пять разгрузочных камер, общая их высота 17 метров. Верхняя разгрузочная камера имеет двускатную крышу, состоящую из больших блоков, которые распределяют вес, чтобы снизить нагрузку на погребальную камеру. В этой камере в её западной стороне располагается пустой саркофаг, вытесанный из куска коричнево-серого гранита. Надписи на нём отсутствуют, он сильно повреждён. Около всех камер находятся камеры поменьше («прихожие»), соединённые между собой коридорами или шахтами. Часть шахт ведут в тупики.
Большая галерея, ведущая в погребальную камеру, имеет длину 47 метров и высоту 8,5 метров, угол наклона — 26°. Её стены облицованы известняковыми отшлифованными плитами, уложенными в 8 слоёв, которые перекрывают соседний на 5—6 сантиметров.

Схема заупокойного храма Хуфу

Рядом с пирамидой Хеопса сохранились развалины верхнего (заупокойного) храма, найденного в 1939 году египетским археологом Абу Сейфом. После войны раскопки завершил французский археолог Жан-Филипп Лауэр. Согласно исследованиям, храм имел в длину 52,5 метра (100 египетских локтя). Он был сооружён из турского известняка. В его дворе располагалось 38 квадратных столбов из гранита. Перед святилищем располагался вестибюль, в котором находились 12 точно таких же столбов. По двум сторонам от вестибюля располагались камеры, в которых, вероятно, хранились «солнечные ладьи». Ещё одна подобная камера была найдена слева от дороги к нижнему храму. В 1954 году были обнаружены ещё 2 подобные камеры, в одной из них находилась великолепно сохранившаяся ладья длиной 36 метров, созданная из кедра. Позже для неё был построен специальный павильон с пирамидой.
Согласно древним историкам, пирамида Хеопса была обнесена каменной стеной. Её остатки сохранились. Стена была толщиной 3 метра, расстояние до пирамиды составляло 10,5 метров.

#### Пирамиды-спутники пирамиды Хеопса
На востоке от пирамиды Хеопса располагаются 3 пирамиды-спутницы. Вероятно их размещение на востоке (обычно пирамиды-спутницы строили к югу от главной пирамиды) объясняется особенностями местности. Они ориентированы с севера на юг, более высокие находятся севернее. Пирамиды обозначаются как G1-a, G1-b и G1-c. Сторона основания первой равна 49,5 метра, второй — 49 метров, третьей — 46,9. Основание скалы под ними не выравнивалось, из-за чего основания не совсем квадратные. Наклон стен составляет около 52°. Пирамиды были облицованы. Рядом с каждой из них размещались каменная ограда, заупокойная молельня. Погребальная камера в каждой пирамиде одна, рядом с ними располагаются прихожие, в которые ведёт отвесная шахта. Около первой пирамиды располагается камера с «солнечной ладьёй».
Пирамиды хорошо сохранились, отсутствует только облицовка. Предположительно, пирамиды предназначались жёнам Хуфу. Вероятно, восточнее первой пирамиды собирались создать ещё одну пирамиду, которая должна была иметь большие размеры, однако в ней не была закончена даже погребальная камера. Археолог Джордж Рейснер предположил, что эта пирамида предназначалась царице Хетепхерес, матери Хуфу, гробница которой была ограблена. В итоге царица была перезахоронена в тайной гробнице, вырубленной в скале севернее. Эта гробница, являющаяся единственным нетронутым захоронением члена царской семьи Древнего царства, была обнаружена Рейснером в 1925 году.

Пирамида GIa
Пирамида GIb
Пирамида GIc

#### Восточные гробницы

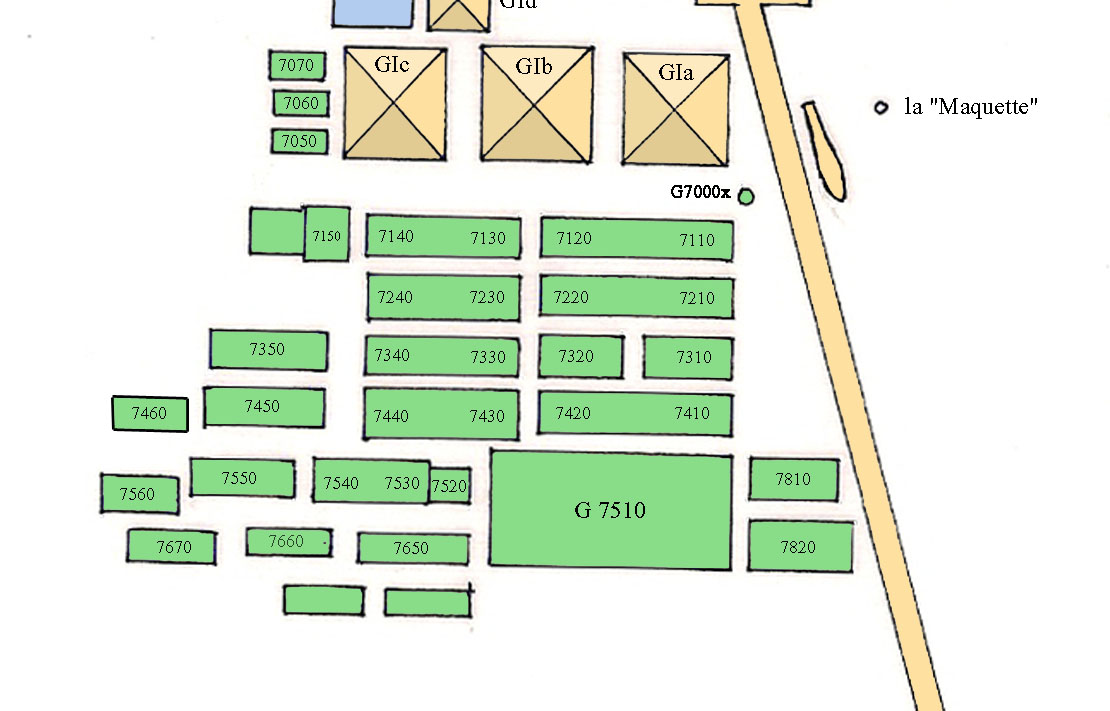
План восточных захоронений

Восточные гробницы (мастабы) расположены к востоку от пирамиды Хуфу и включают кладбище G 7000. Здесь захоронены некоторые члены семьи Хуфу, а также жрецы V—VI династий. Сохранилось около 40 мастаб. Сейчас они труднодоступны, а находки, сделанные в них, хранятся в запасниках Египетского музея в Каире.

#### Западные гробницы

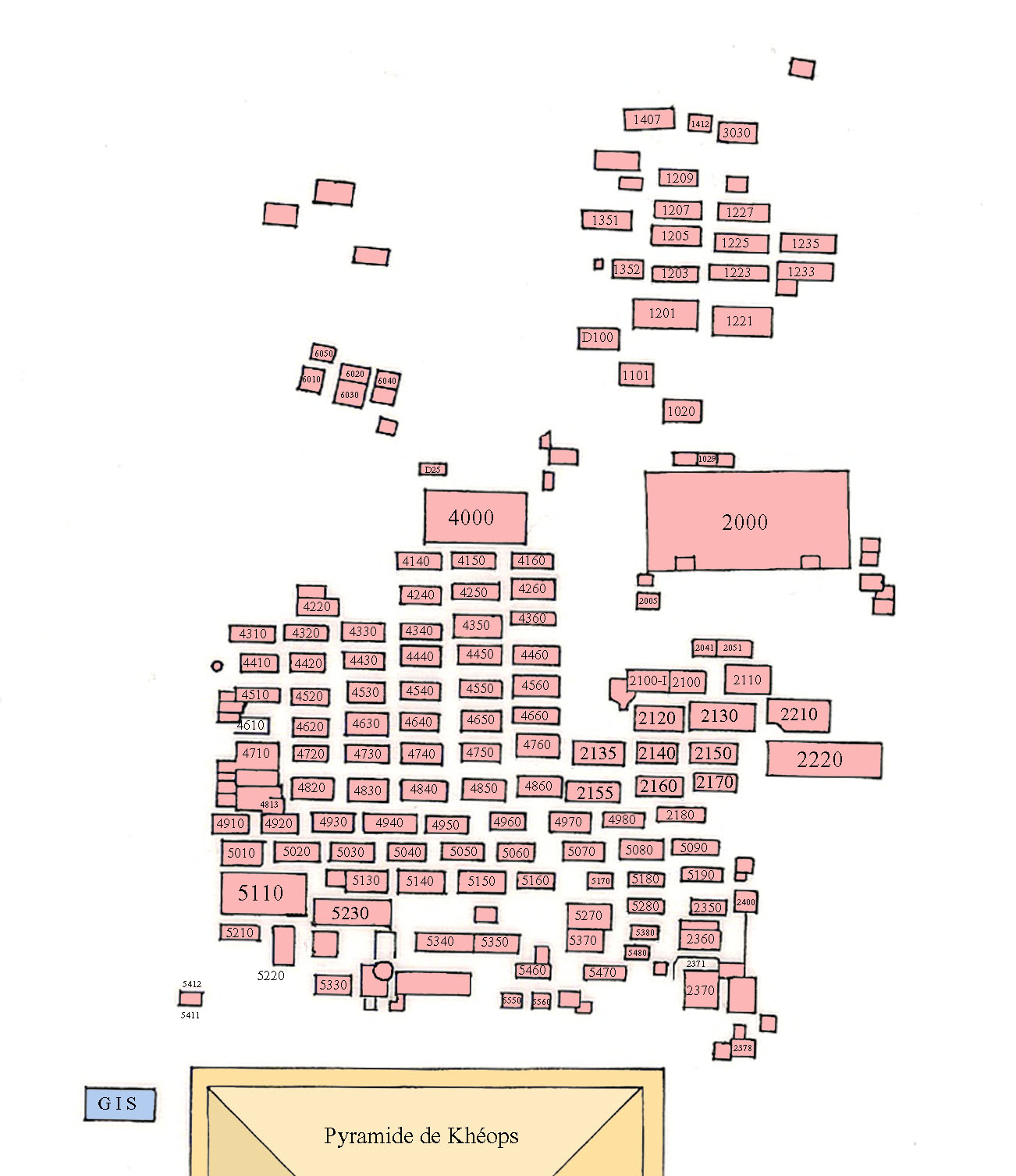
План западных захоронений

Западные гробницы содержат более 100 мастаб, относящихся к периоду IV—VI династий. Некоторые из них названы по номерам мастаб, некоторые — по именам археологов, их исследовавших.
| Название (англ.)       | Период                           | Раскопки                         |
| ---------------------- | -------------------------------- | -------------------------------- |
| Abu Bakr Excavations   | V и VI династия                  | (1949-53)                        |
| Cemetery G 1000        | V и VI династия                  | Reisner (1903-05)                |
| Cemetery G 1100        | V и VI династия                  | Reisner (1903-05)                |
| Cemetery G 1200        | Преимущественно IV династия      | Reisner (1903-05)                |
| Cemetery G 1300        | V и VI династия                  | Reisner (1903-05)                |
| Cemetery G 1400        | V и VI династия                  | Reisner (1903-05                 |
| Cemetery G 1500        |                                  | Reisner (1931?)                  |
| Cemetery G 1600        | V династия и позже               | Reisner (1931)                   |
| Cemetery G 1900        |                                  | Reisner (1931)                   |
| Cemetery G 2000        | V и VI династия                  | Reisner (1905-06)                |
| Cemetery G 2100        | IV и V династия и позже          | Reisner (1931)                   |
| Cemetery G 2200        | Поздняя IV или ранняя V династия | Reisner ?                        |
| Cemetery G 2300        | V и VI династия                  | Reisner (1911-13)                |
| Cemetery G 2400        | V и VI династия                  | Reisner (1911-13)                |
| Cemetery G 2500        |                                  | Reisner                          |
| Cemetery G 3000        | VI династия                      | Fisher and Eckley Case Jr (1915) |
| Cemetery G 4000        | IV династия и позже              | Junker and Reisner (1931)        |
| Cemetery G 6000        | V династия                       | Reisner (1925-26)                |
| Junker Cemetery (West) | Позднее Древнее царство          | Junker (1926-7)                  |
| Steindorff Cemetery    | V и VI династия                  | Steindorff (1903-07)             |
| Junker Cemetery (East) | Позднее Древнее царство          | Junker                           |

#### Южные гробницы

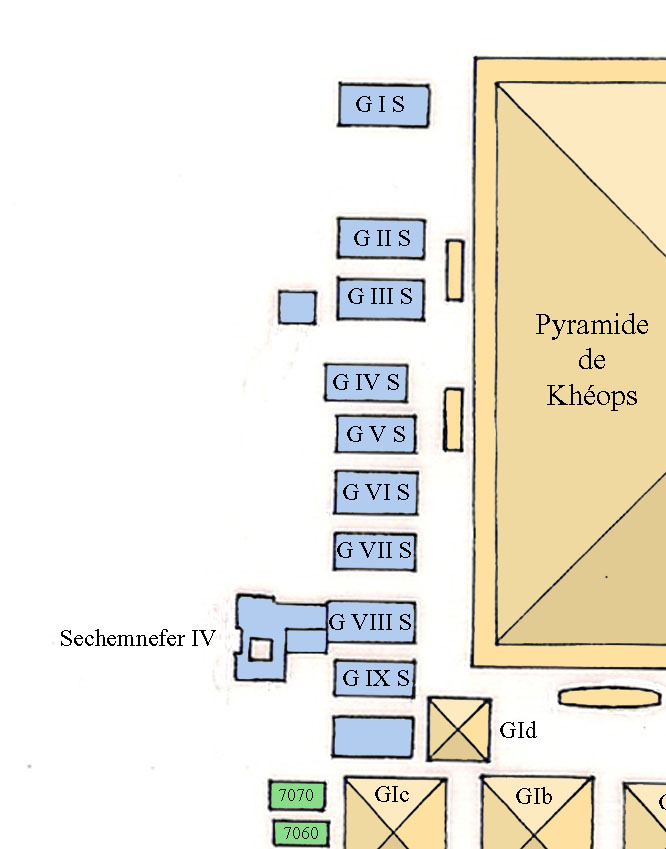
План южных захоронений

Захоронения южных гробниц датируются периодами правления II—III династий и V—VI династий. Сохранилось более 10 мастаб. Сейчас они труднодоступны, а находки, сделанные в них, хранятся в запасниках Египетского музея в Каире.

#### Центральные гробницы
Включают захоронения некоторых членов царской семьи. Датируются IV и V династиями и позже.
| Номер          | Захоронен       |
| -------------- | --------------- |
| G 8172 (LG 86) | Nebemakhet      |
| G 8158 (LG 87) | Nikaure         |
| G 8156 (LG 88) | Persenet        |
| G 8154 (LG 89) | Sekhemkare      |
| G 8140         | Niuserre        |
| G 8130         | Niankhre        |
| G 8080 (LG 92) | Iunmin          |
| G 8260         | Babaef          |
| G 8466         | Iunre           |
| G 8464         | Hemetre         |
| G 8460         | Ankhmare        |
| G 8530         | Rekhetre        |
| G 8408         | Bunefer         |
| G 8978         | Khamerernebty I |

### Комплекс пирамиды Хафра (Хефрена)

Поперечный разрез пирамиды Хефрена

Пирамида фараона Хафра (Хефрена) расположена к юго-западу от пирамиды Хеопса. Первоначальная высота пирамиды составляла 143,9 метра, она уступала пирамиде Хеопса 3 метра. В настоящее время высота пирамиды 136,4 метра. Пирамида Хефрена имеет больший наклон стен (52°20’) и меньшую длину основания (первоначально 215,3 метра, в настоящее время — 210,5 метра), что делает её визуально более высокой, чем пирамида Хеопса. Кроме того, она располагается на самой высокой точке некрополя, что усиливает оптический обман.
В пирамиде Хефрена существует два входа, располагающихся на северной стене. Один находится на уровне основания, второй — на высоте 15 метров. Из второго выхода можно напрямую попасть в погребальную камеру. Из первого входа туннель уходит вниз на глубину до 10 метров, затем располагается ровный участок, а затем коридор идёт вверх и вливается в основной коридор. Также в нижнем коридоре существует небольшое ответвление, ведущее в незавершённую камеру.
Погребальная камера располагается около оси пирамиды. Она вытянута с востока на запад на 14,2 метра, ширина камеры составляет 5 метров, высота — 6,8 метра. Потолок в ней сводчатый. В камере располагается саркофаг из отшлифованного гранита с разбитой крышкой.
Заупокойный храм Хафры располагался на значительном расстоянии к востоку от пирамиды. Ещё в XVIII веке н. э. его состояние было хорошим, однако позже местные жители растащили камни, составлявшие его стены. Судя по развалинам, он располагался на площади 145 на 45 метров и был размещён на специальной гранитной террасе. Внутри располагалось пять молелен, а также двор, на котором находилось 12 скульптур с изображением Хафры. По бокам храма обнаружили 5 камер для «солнечных ладей».

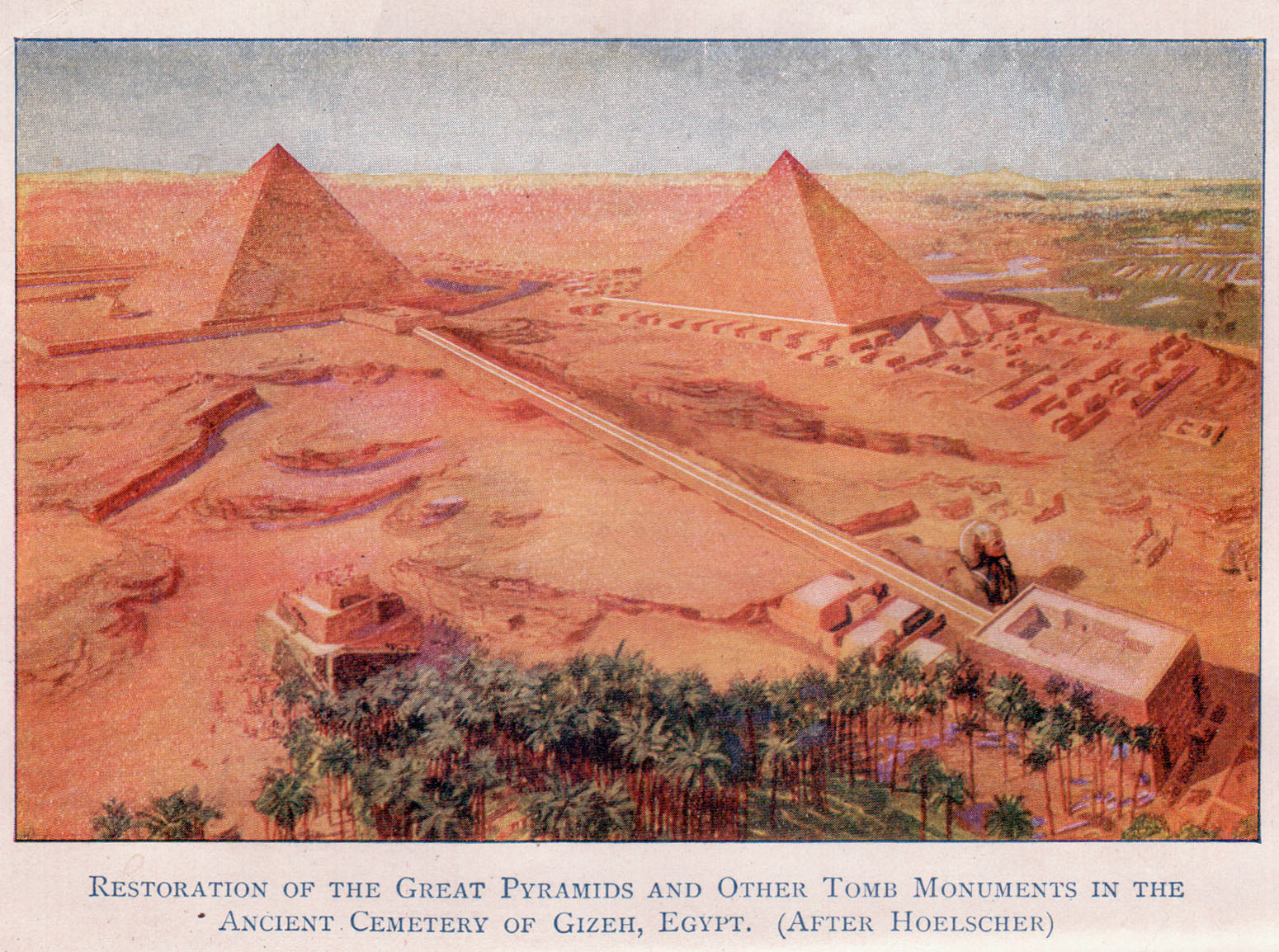
Реконструкция комплекса пирамиды Хафры

От Заупокойного храма отходила каменная дорога шириной в 5 метров, которая вела в Нижний храм, который больше известен под названием «Гранитный храм». Он размещался юго-восточнее Большого Сфинкса перед современной смотровой террасой. Форма его походила на большую мастабу. Размеры храма были 45 на 45 метров, высота — 12 метров. В его центральном зале размещались 23 статуи Хафры из алебастра и сланца, 16 колонн из гранита. В храме было два входа, около каждого располагались по 2 лежащих сфинкса.
Вокруг пирамиды Хефрена располагалась стена. Согласно раскопкам, её толщина составляла 3,4 метра, расстояние от стены до пирамиды составляло 10,1 метра.
На юг от пирамиды Хефрена размещалась небольшая пирамида-спутник. Её наземная часть не сохранилась, но по остаткам основания и обломкам облицовочных плит установлено, что сторона её основания составляла 20,1 метра, а наклон стен — 52°20’. Подземная камера пирамиды сохранилась. Также сохранился тоннель, который пробили грабители. Вероятно, в этой пирамиде была похоронена жена Хафры.
К западу от пирамиды также в 1881 году удалось обнаружить развалины жилища древних строителей пирамиды. В нём располагалось 91 помещение, размеры каждого — 26 на 3 метра.

Схема заупокойного храма Хефрена
Схема Гранитного храма

### Комплекс пирамиды Менкаура (Микерина)

Поперечный разрез пирамиды Микерина

Самая низкая из трёх великих пирамид, пирамида фараона Менкаура (Микерина) располагается на юго-западе некрополя на значительном удалении от пирамид Хуфу и Хафра. Сторона её основания составляет 108,4 метра, высота первоначально составляла 66 метров, сейчас — 62 метра. Она на треть была облицована плитами из красного асуанского гранита, верхняя часть была из белого турского известняка, а вершина, вероятно, также была из красного гранита. По сообщениям очевидцев, она была двуцветной ещё в XVI веке, но позже была разграблена мамлюками. В настоящее время сохранилась только нижняя часть облицовки под наносами песка.
На основании расположения первого входа в пирамиду можно сделать вывод, что изначально длина основания составляла 60 метров, однако позже она была существенно увеличена. Погребальная камера первоначально располагалась в 6 метрах ниже основания, но позже была размещена ниже.
Для строительства пирамиды использовались каменные блоки большего размера, чем для пирамид Хеопса и Хефрена. Для ускорения строительства блоки тщательно обрабатывались. Однако фараон не дожил до окончания строительства — в момент его смерти пирамида достигала высоты 20 метров (уровня гранитной облицовки). Английский египтолог И. Е. С. Эдвардс предположил, что изначально для облицовки всей пирамиды должен был использоваться красный гранит, однако после смерти Менкаура его преемник, фараон Шепсескаф, изменил первоначальный план.
В отличие от пирамид предшественников, пирамида Микерина построена не на скальном основании, а на искусственной террасе, созданной из известняковых блоков. Размеры погребальной камеры составляют 6,5 на 2,3 метра, высота — 3,5 метра. Потолок камеры представляет собой два полублока, которые были вытесаны с нижней стороны в виде полуарки. Погребальная камера и ведущий в неё коридор облицованы шлифованным гранитом. Схема внутренних помещений сложная, поскольку во время строительства было три изменения первоначального плана. Первоначальная погребальная камера и ведущий в неё коридор соединялись с входным коридором лестницей.
В погребальной камере был саркофаг, однако он утонул в океане во время транспортировки. Сохранилось его описание и рисунок. Он был сделан из базальта, его поверхность была покрыта рельефами. Учёные предполагают, что саркофаг этот относится к более поздней эпохе: возможно, мумию, которая сохранилась после ограбления во времена Древнего царства, положили в новый саркофаг.
Постройки вокруг пирамиды сохранились плохо, их развалины занесены песком. Есть описание Заупокойного храма, относящееся к 1755 году, когда храм ещё был в хорошем состоянии. Согласно ему, площадь храма составляла 45 на 45 метров. Половину храма занимал двор, в другой находились сооружения для отправления культа и складские помещения. В полукилометре к востоку располагался Нижний храм, его размеры были примерно такими же. Согласно проведённым раскопкам, этот храм был отреставрирован и расширен во время правления VI династии. От Заупокойного к Нижнему храму вела дорога из отшлифованных известняковых плит, часть её сохранилась до настоящего времени.
Около южной части пирамиды Микерина, за оградой, располагаются неплохо сохранившиеся пирамиды-спутники. Наибольшая из них — восточная. Сторона её основания составляет 44,3 метра, высота — 28,3 метра. Первоначально она была облицована гранитом, кое-где облицовка сохранилась. Вторая и третья — ступенчатые. Предполагается, что они не были закончены и им планировали придать вид «истинных» пирамид. Сторона их составляет 31,5 метра, высота — 21,2 метра.
В 1837 году в восточной пирамиде был найден саркофаг из гранита, в средней — фрагменты деревянного гроба и человеческие кости. В западной пирамиде погребальная камера закончена не была. Около каждой из пирамид размещался заупокойный храм, все они вместе были обнесены каменной стеной. По предположению Рейснера, в восточной пирамиде была похоронена главная жена Менкаура, Хамерернебти II.

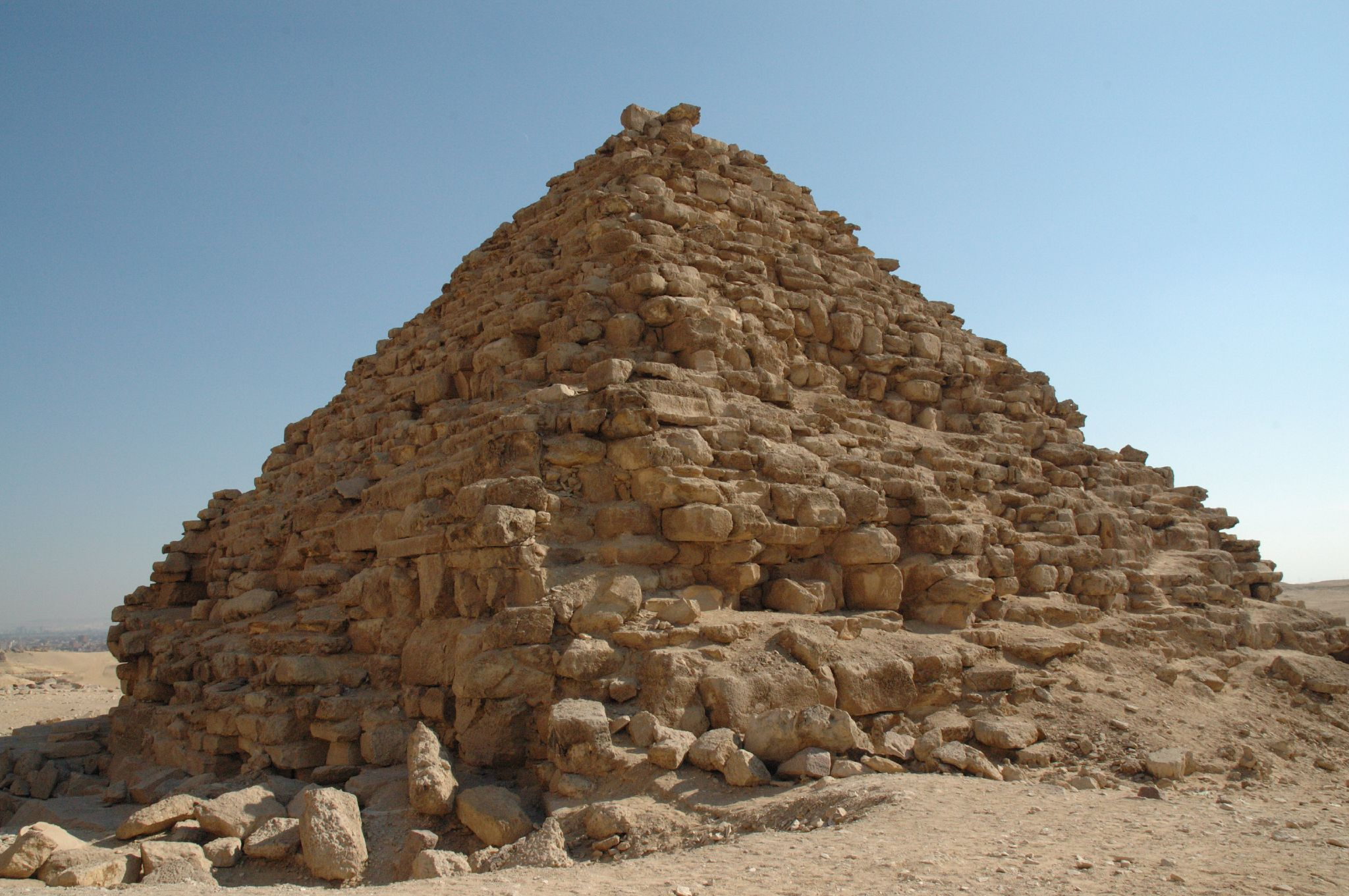
Пирамида царицы Хамерернебти II G3a
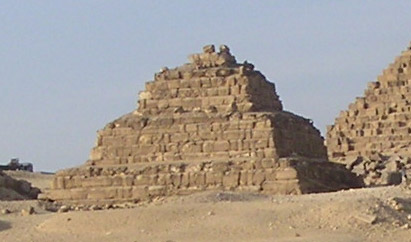
Пирамида G3b
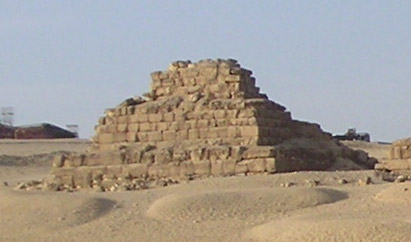
Пирамида G3c

### Комплекс Большого Сфинкса

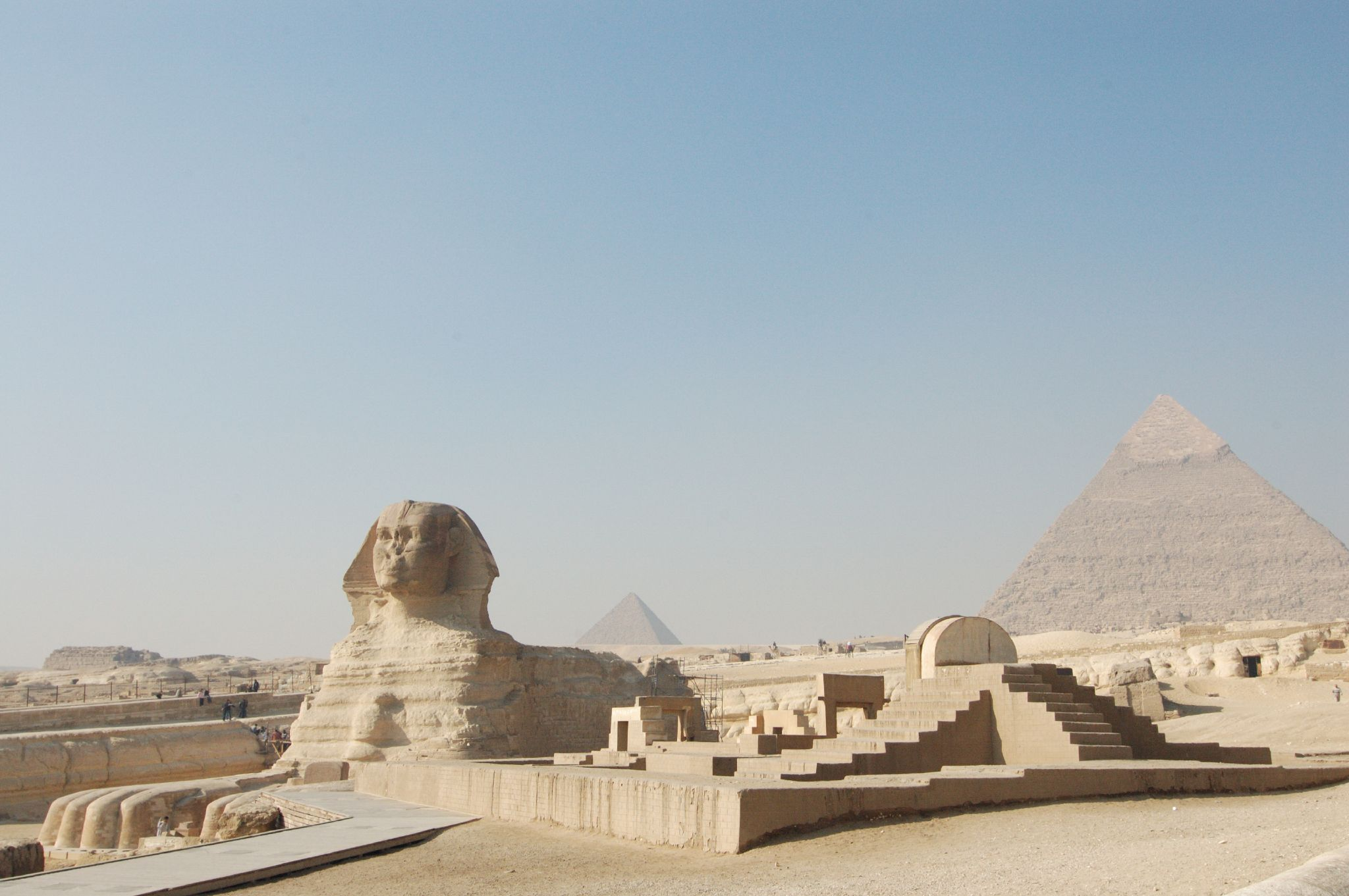
Большой Сфинкс и Храм Сфинкса

Большой Сфинкс расположен к востоку от пирамиды Хефрена. Статуя, которая была вытесана из единой глыбы того же материала, что и пирамиды Хеопса и Хефрена, представляет собой лежащего льва с головой человека. Её длина от передней лапы до хвоста составляет 57,3 метра, высота — 20 метров. На основании записи, найденной у ног статуи, предполагается, что Сфинкс был построен по приказу фараона Хафры, а черты его лица повторяют черты лица самого фараона. В настоящее время статуя сильно повреждена, особенно сильно досталось его лицу, испещрённому выбоинами.
Сфинкса постоянно заносило песком, поэтому его периодически приходилось откапывать. В последнее время это было сделано в 1920-е годы. Кроме того, тогда же статуя была частично отреставрирована и обнесена оградой, защищавшей её от заносов песком.
Неподалёку от статуи находится Храм Сфинкса, который был обнаружен только в XX веке.

Схема Храма Сфинкса

## Постройка пирамид
Как считается, блоки весом не более 2,5 тонн, из которых сложены основные объёмы пирамид, вырубались из достаточно мягкого нуммулитового известняка в карьерах, находящихся рядом с пирамидами, и доставлялись к месту постройки волоком. А поднимались на высоту с помощью пандусов и, возможно, блоков. Внешняя облицовка пирамид была изготовлена из более плотного и белого турского известняка. Хорошо выровненные блоки скреплялись с помощью тонкого слоя строительного раствора, а блоки внутренней кладки, сохранившие грубые сколы поверхности, залиты достаточно толстым слоем.

## Сохранность

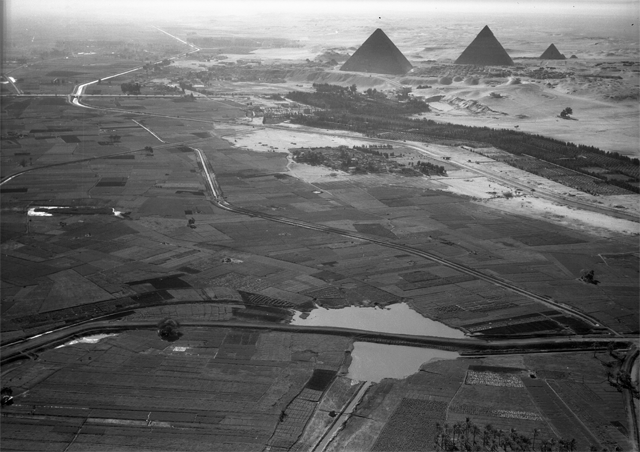
Пирамиды в 1938 году

В 1-й половине XIX века наместник Египта паша Мухаммед Али предложил Линан де Бельфону, главному инженеру строительных работ Египта в 1831—1869 годах, разобрать несколько пирамид — или даже все, если понадобится, — на стройматериалы для строительства дамб на Ниле, нужных для развития ирригации. Линан де Бельфон не стал отвергать предложение, понимая, что в таком случае паша не будет с ним спорить, а просто передаст выполнение работ кому-то другому — взамен он предоставил детальные расчёты, показывающие полную финансовую несостоятельность такого проекта.

## Галерея

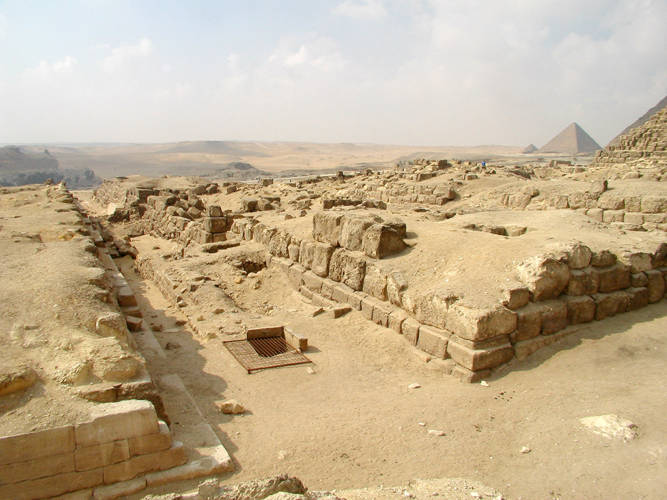
Восточные мастабы
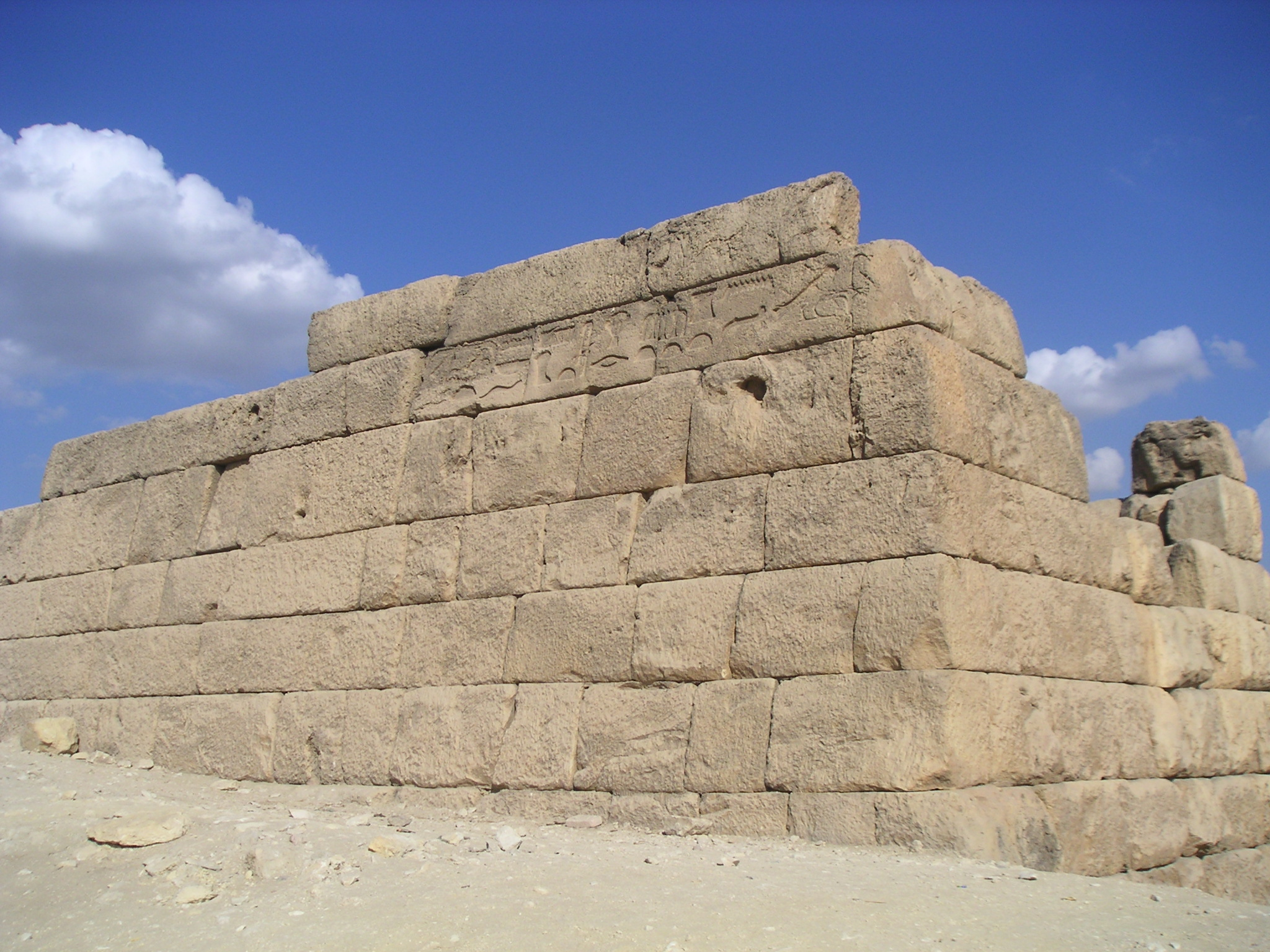
Мастаба Хуфухаф (G 7140 и G 7130 восточное захоронение)
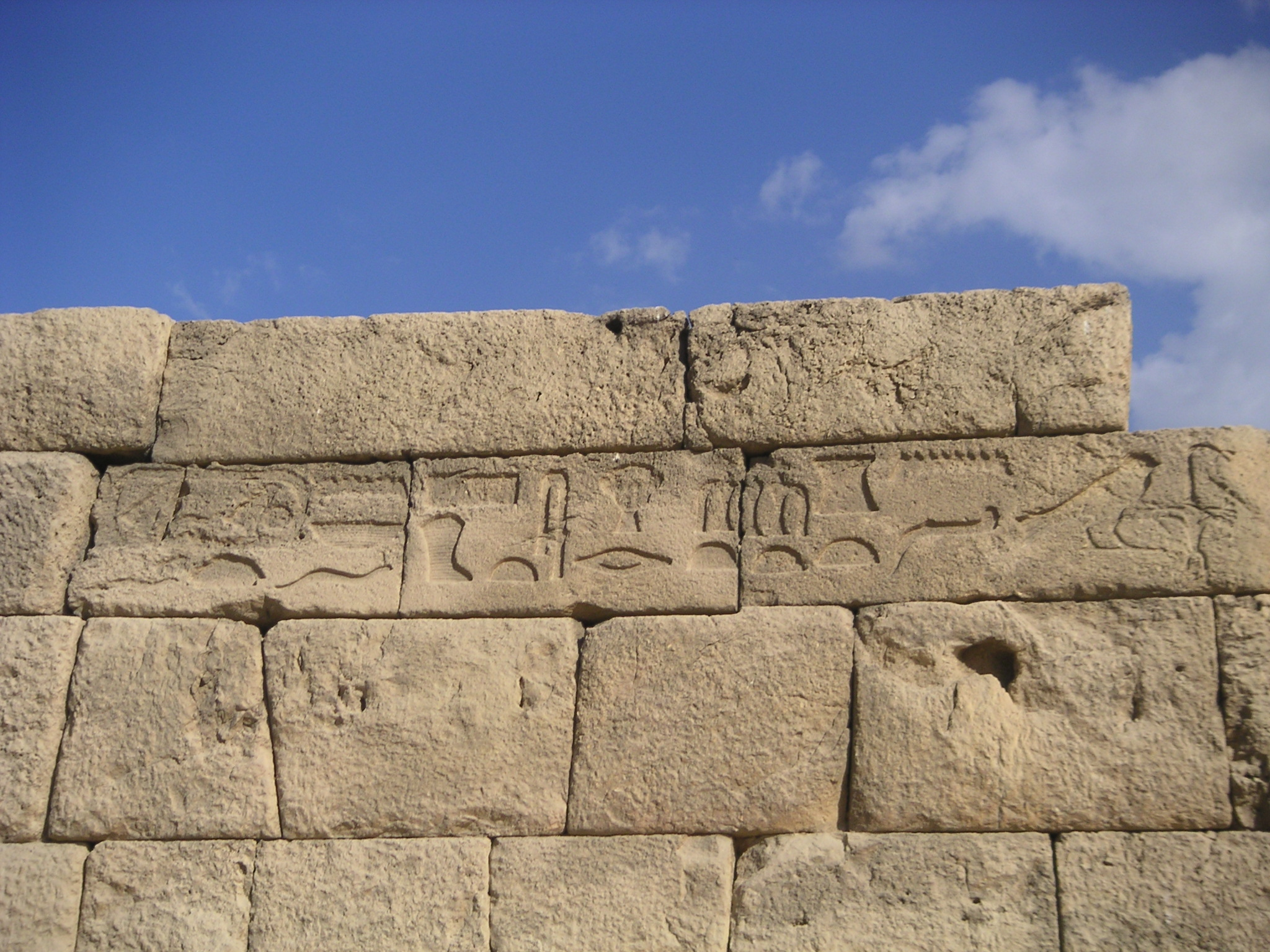
Мастаба Хуфухафа I (фрагмент надписи)
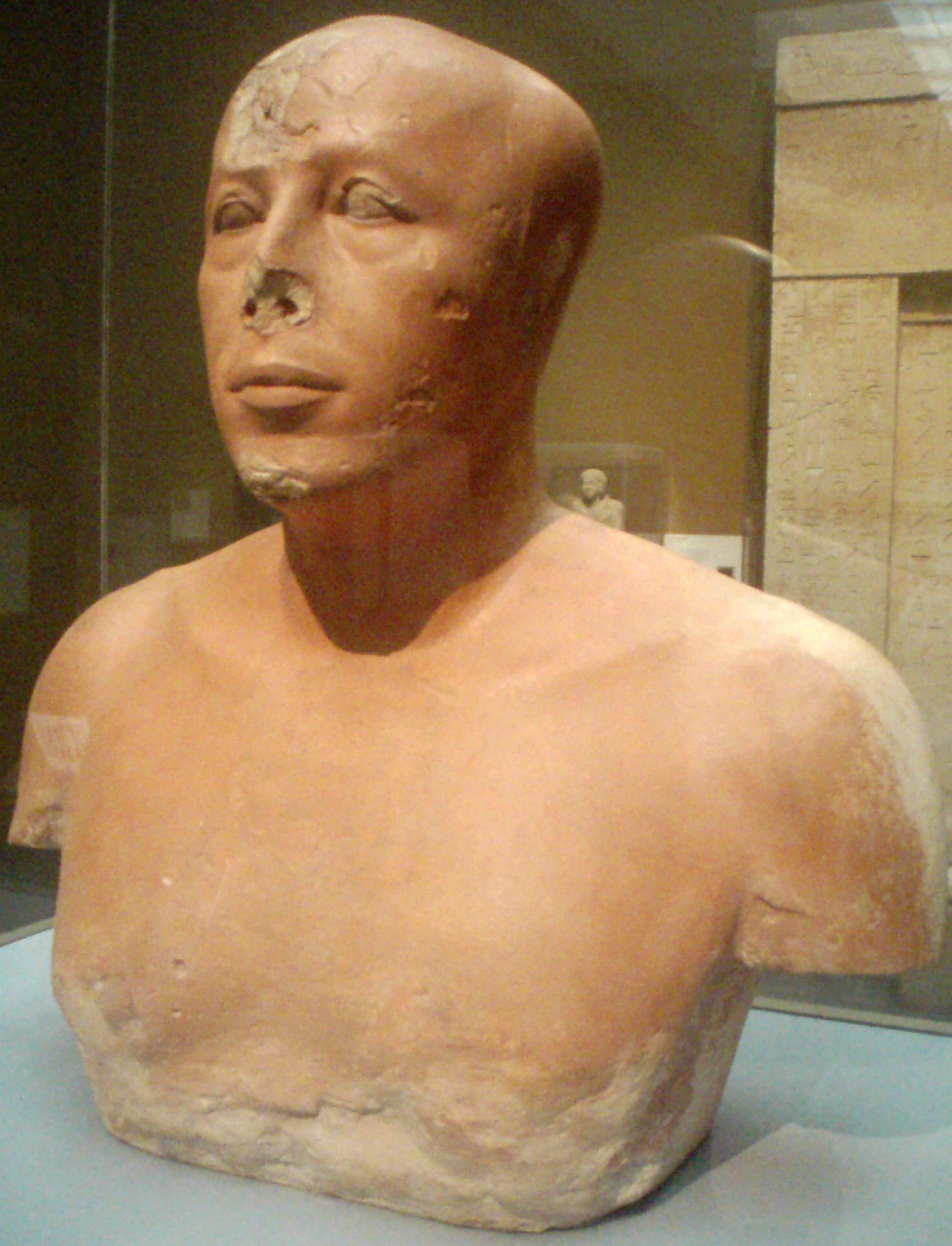
Бюст Анхафа (мастаба G 7510)
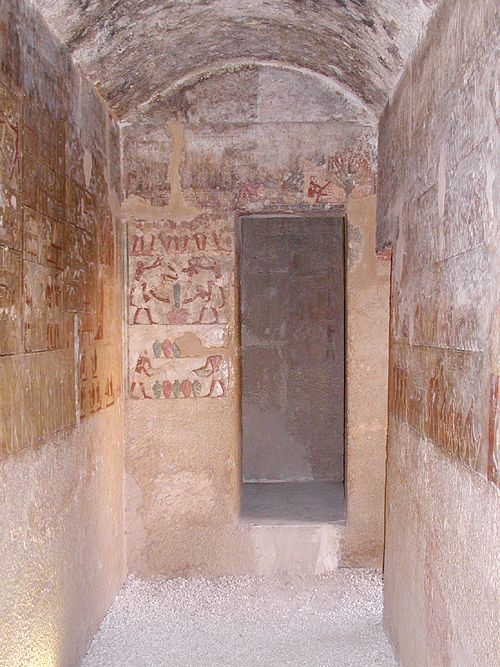
Часовня с округлым сводом Имери (G 6020 захоронение западное)
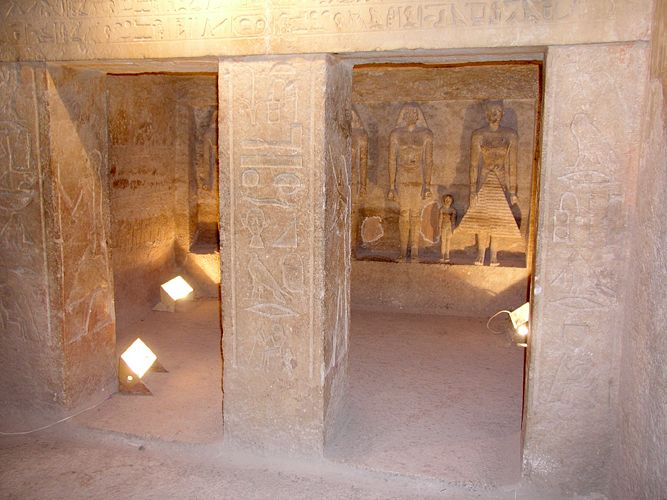
Мастаба Кара (восточное захоронение)
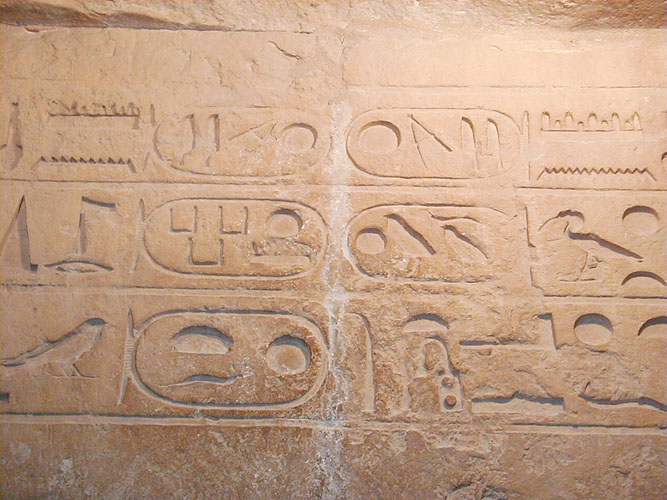
Гравюры из мастабы Кара (восточное захоронение)
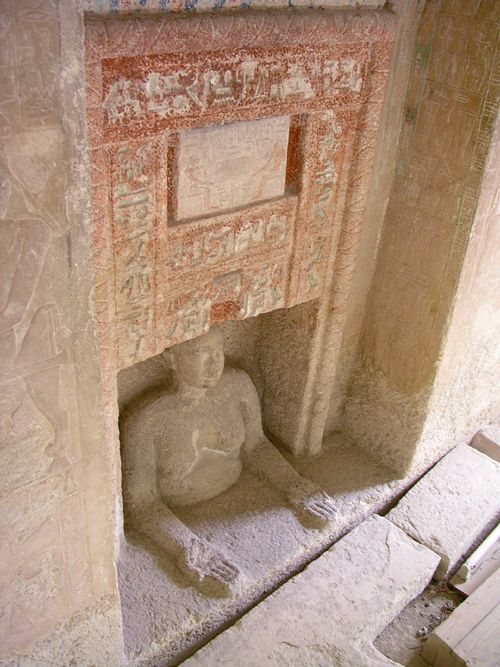
Мастаба Иду (восточное захоронение)
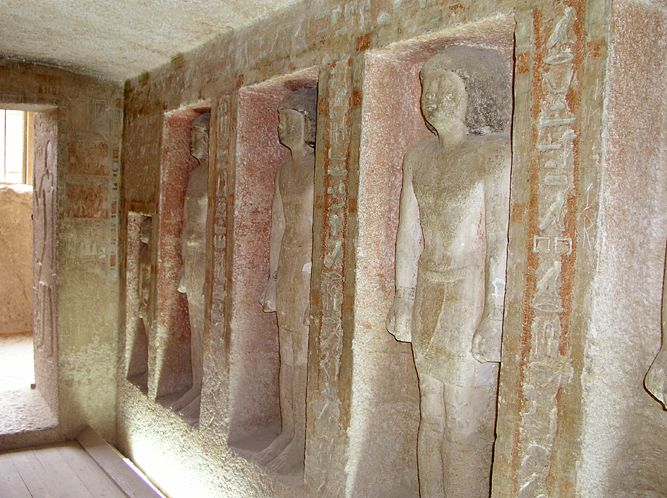
Статуя из мастабы Иду (восточное захоронение)
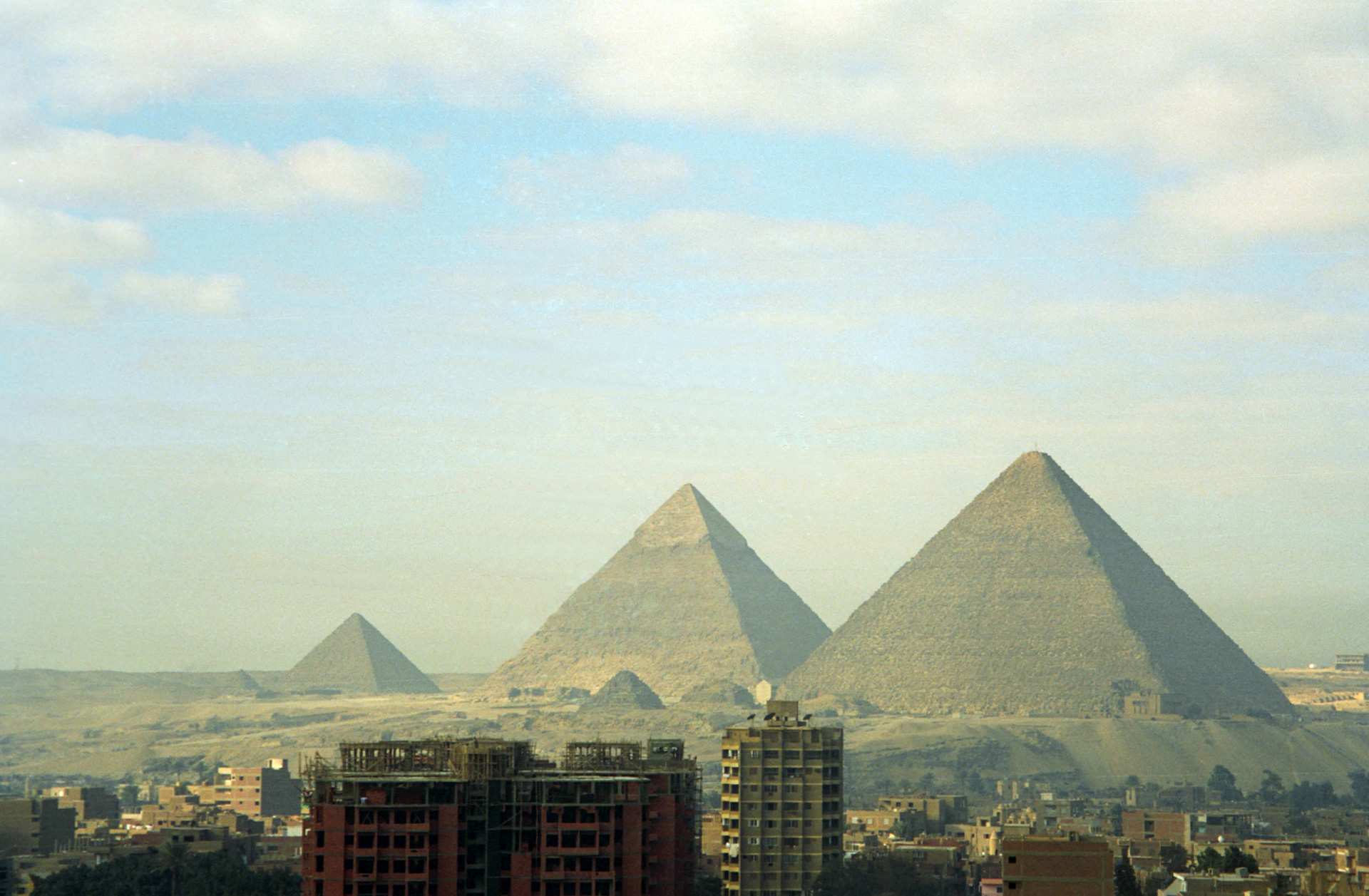
Пирамиды Гизы
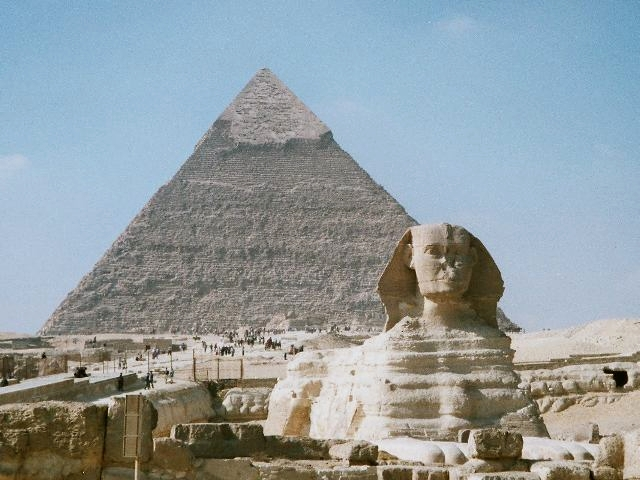
Большой Сфинкс
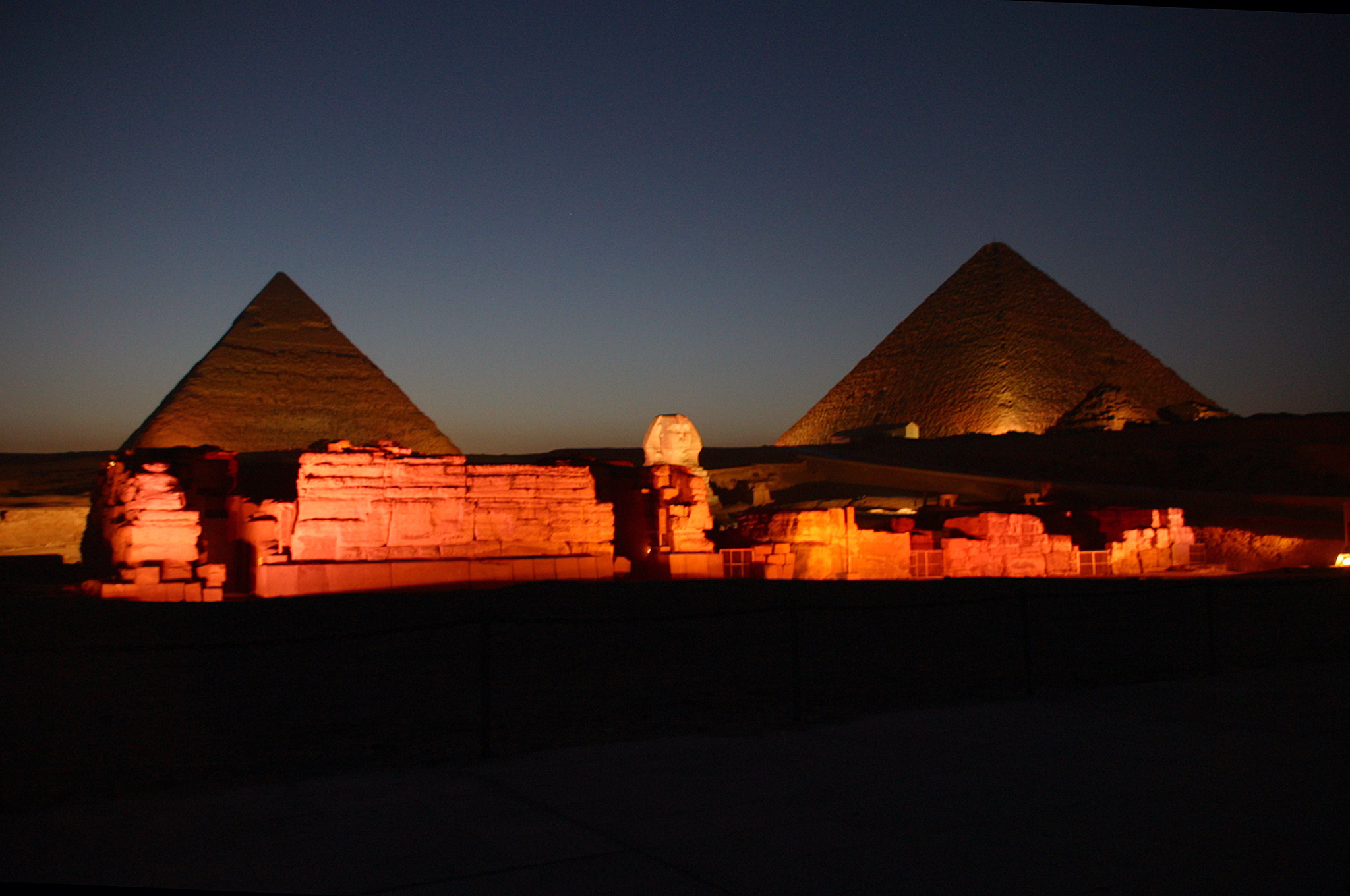
Пирамиды ночью
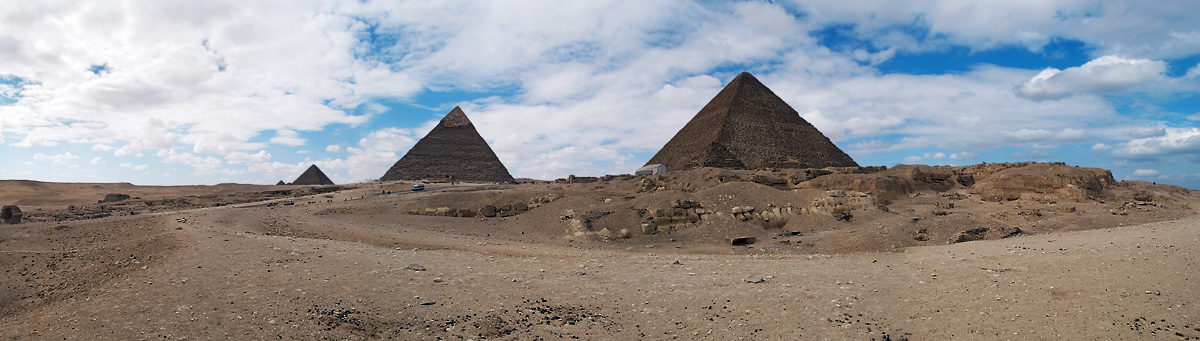
Панорама
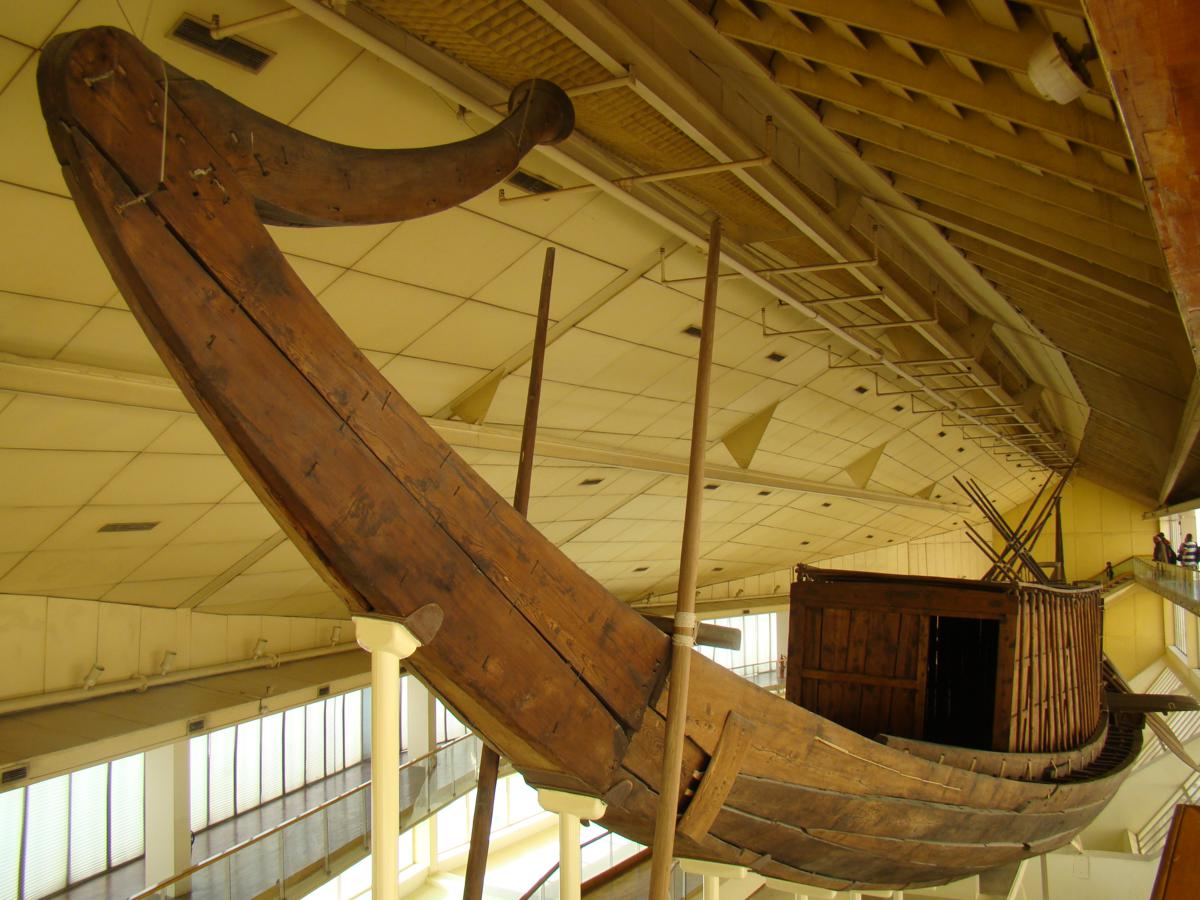
Солнечная ладья, найденная рядом с пирамидой Хеопса